# Трифенилфосфин
Трифенилфосфин — органическое соединение с формулой P(C6H5)3, или просто Ph3P. Является производным фосфина. Имеет вид белых кристаллов. Относительно стабилен при хранении на воздухе. Трифенилфосфин нашёл широкое применение в синтезе металлоорганических соединений.
Оксид трифенилфосфина широко используется в микроэлектронике, и по его запаху собак породы лабрадор в США учат находить различные устройства электронной памяти.

## Получение
В лабораторных условиях трифенилфосфин может быть получен путём взаимодействия трихлорида фосфора с фенилмагнийбромидом или фениллитием. В промышленности трифенилфосфин получают в результате взаимодействия трихлорида фосфора, хлорбензола и натрия
{\displaystyle {\ce {PCl3 + 3PhCl + 6Na -> PPh3 + 6NaCl}}} .

## Физические свойства
Трифенилфосфин – твердое белое вещество без запаха. Обладает триболюминесцентными свойствами. Представляет собой гранулы или крупные кристаллы. Кристаллическая структура напоминает пирамиду. Растворимость в воде 0,09 мг/л при 25 °C, что крайне мало. Хорошо растворим в эфирах; растворим в бензоле , хлороформе, ледяной уксусной кислоте. Плотность 1,1 г/см3.

## Химические свойства
Кислородом воздуха трифенилфосфин медленно окисляется с образованием оксида трифенилфосфина:
{\displaystyle {\mathsf {2PPh_{3}+O_{2}\longrightarrow 2Ph_{3}P{\text{=}}O}}}
Трифенилфосфин может быть очищен от примеси оксида путём перекристаллизации из горячего этанола или из горячего изопропанола. Этот метод основывается на том факте, что оксид является более полярным веществом по сравнению с исходным трифенилфосфином, и следовательно, оксид лучше растворим в полярных органических растворителях.
PPh3 является слабым основанием Брёнстеда, однако способен образовывать стабильные соли с сильными кислотами, например с HBr. Компонентом таких солей является катион трифенилфосфония [HPPh3]+.
Cl2 взаимодействует с PPh3 с образованием дихлорида трифенилфосфина ([PPh3Cl]Cl). Это соединение является водочувствительным галогенидом фосфора. В органическом синтезе этот реагент используется для трансформации спиртов в алкилгалогениды.

## Применение
Используется как инициатор полимеризации и промежуточное вещество для производства фармацевтических препаратов, солей фосфония и других фосфорных соединений.